# Tatort: Propheteus
Propheteus ist ein Fernsehfilm aus der Krimireihe Tatort.  Der vom WDR produzierte Beitrag ist die 1192. Tatort-Episode und wurde am 6. März 2022 im SRF, im ORF und im Ersten ausgestrahlt. Das Münsteraner Ermittlerduo Thiel und Boerne ermittelt seinen 41. Fall.

## Handlung
Professor Boerne wacht in einer Bowlinghalle mit Spuren eines Kampfes auf. Kurze Zeit später kommt er dazu, wie der Fanatiker Udo Kayser, der meint, von Außerirdischen verfolgt zu werden, Kommissar Thiel mit einer Pistole bedroht. Damit wird auch Boerne Teil dieser Geiselnahme. Kayser zwingt die beiden auf das Dach des Polizeireviers. Als ein kleiner Terrier, der Thiel seit ein paar Tagen folgt, den Geiselnehmer Kayser anfällt, stürzt dieser vom Dach.
Noch am gleichen Tag erscheinen zwei zwielichtig und mysteriös auftretende Verfassungsschützer, die Thiel und Boerne befragen. Anscheinend hängt die Geiselnahme mit dem wenige Tage zurückliegenden Mordfall Magnus Rosponi zusammen. Sowohl das Mordopfer als auch der Geiselnehmer waren Mitglied einer Gruppe von Preppern, in deren Kanälen ein Nutzer namens „Prophet“ auftrat, der Verschwörungstheorien verbreitete. Dabei fiel auf, dass alle Mitglieder der Gruppe implantierte RFID-Chips hinter dem Ohr trugen. Rosponi hatte sich seit einigen Monaten als kaufsüchtig gezeigt und verfügt für seinen Beruf über ungewöhnlich viel Geld.
Recherchen in diesem Mordfall führen Thiel erstmals zu Udo Kayser, der ihm als Bowlingkollege des Opfers genannt wurde. Mysteriös ist allerdings schon hier, dass Thiel erneut auf den kleinen, anscheinend herrenlosen Hund trifft, der ihm gerade erst vor dem Haus des Ermordeten begegnet ist. Kayser wirkt unfreundlich und abweisend. Weitere Befragungen anderer Bowlingfreunde bringen Thiel auch nicht so recht weiter. Wer als der „Prophet“ auftritt, kann er ebenso wenig herausfinden. Die Anhänger des „Propheten“ sind sich aufgrund von dessen Informationen darüber einig, dass außerirdische Reptiloide vorhätten, die Erde zu übernehmen. Thiel hält das alles zwar für Hokuspokus, kommt allerdings allmählich auch ins Grübeln, denn nicht nur ein Hund erscheint ihm laufend, jetzt war auch noch sein Fahrrad spurlos verschwunden. Um zu einer zweiten Befragung zu Kayser zu gelangen, ist Boerne ausnahmsweise so nett, Thiel zu fahren. Kaum bei Kayser angekommen, wird dieser zunehmend nervöser und will wegrennen. Thiel verfolgt ihn, woraufhin Kayser eine Pistole zückt, auf Thiel schießt und so entkommt.
Da Boernes Ehrgeiz geweckt ist, hinter dieses merkwürdige Konstrukt zu gelangen, begibt er sich undercover in die Gruppe der Prepper, um sich als Maulwurf einzuschleusen. Im Resultat befindet er sich in der eingangs geschilderten Situation, die mit Kaysers Sturz vom Dach endete. Aufgrund eines im Internet veröffentlichten Videos gerät Professor Boerne in Verdacht, an den Ereignissen beteiligt gewesen zu sein, und muss sich nun dem Verhör der seltsamen Verfassungsschützer stellen. Herr Muster und Frau Mann – so hatten sich die beiden vorgestellt – verdächtigen Boerne sogar, den Tod Kaysers provoziert zu haben, damit dieser ihn nicht verraten könnte. Sie gehen sogar so weit, Boerne persönlich für den „Propheten“ zu halten, was ihm zwar schmeichelt, ihm aber nun extreme Probleme bringt. Thiel hilft ihm, sich vor Muster und Mann zu verstecken. Thiels Assistenten Mirko Schrader gelingt es derweil, die verzerrte Stimme, mit der der „Prophet“ seine medialen Nachrichten verteilt, zu analysieren. So ist davon auszugehen, dass es sich dabei um eine Frau handeln dürfte. Dank eines Hinweises von Boernes Mitarbeiterin Haller führt diese Spur zu Barbara Winter, einem Mitglied der Bowlinggruppe, der auch Kayser und Rosponi angehörten. Um Winter zu überführen, greifen die Ermittler zu einem Trick. Haller gibt sich als Mitwisserin aus und erpresst Winter, die, wie gehofft, darauf hereinfällt und sich am Ende selbst verrät. Sie gesteht, gemeinsam mit Magnus Rosponi ihre Verschwörungsorganisation „SISUNDUS“ gegründet zu haben, weil sie ihrem Freund Udo Kayser einen Streich spielen wollten. Dieser habe große Angst vor Außerirdischen gehabt und sie immer wieder damit genervt. Dabei hätten sie dann festgestellt, dass unzählige Fans ihren Spaß ebenfalls für echt gehalten hätten und so auf den „Propheten“ aufmerksam geworden sind. Sie hatten sich „SISUNDUS“ angeschlossen und wurden in der Öffentlichkeit auffällig, was letztendlich den Verfassungsschutz aktiv werden ließ. Es floss auch sehr viel Geld in Form von Spenden, was Winter angeblich nicht weiter mitmachen wollte. Im Streit darüber sei Rosponi zu Tode gekommen. Thiel kann ihr aber nachweisen, dass es ihre Stimme (als „Prophet“) war, die Kayser dazu veranlasst hatte, im Polizeirevier ein Selbstmordattentat zu verüben. Somit ist die Darstellung von Winters angeblichem Ausstieg anzuzweifeln. In jedem Fall muss sie sich für den Tod von Magnus Rosponi direkt verantworten.

## Hintergrund
Der Film wurde vom 7. September bis zum 7. Oktober 2021 in Münster, Köln und Umgebung gedreht. Die Produktionsfirma erhielt dabei die Genehmigung, auf dem Dach des Stadthauses in Münster zu drehen.

## Rezeption

### Einschaltquoten
Die Erstausstrahlung von Propheteus am 6. März 2022 wurde in Deutschland von 11,03 Millionen Zuschauern gesehen und erreichte einen Marktanteil von 34,5 % für Das Erste. Hierbei handelte es sich um die schlechteste Quote des Münsteraner Tatorts seit 2011. In der als Hauptzielgruppe für Fernsehwerbung deklarierten Altersgruppe von 14–49 Jahren erreichte der Tatort 2,35 Millionen Zuschauer und damit einen Marktanteil von 29,3 Prozent in dieser Altersgruppe.

### Kritiken
Die Urteile zum Tatort: Propheteus gehen weit auseinander. So meint Kevin Hanschke in der FAZ: „Die Münster-Combo überspannt den Bogen dieses Mal. Aber wann hätte sie das nicht getan? Der Krimi verwandelt sich vollends in Klamauk. Dafür wird die ‚Tatort‘-Version aus Münster vom Publikum schließlich geliebt und erzielt die höchsten Einschaltquoten.“
Tilmann P. Gangloff wertete bei Tittelbach.tv recht positiv: „Der überaus vergnügliche und auch optisch anspruchsvolle zweite Jubiläums-‚Tatort‘ aus Münster …  Am verblüffendsten ist ein Pärchen vom Verfassungsschutz, das wie eine Leihgabe aus den ‚Men in Black‘-Filmen wirkt.“
Bei der Rhein-Neckar-Zeitung befand Alex Wenisch kurz: „… lohnt es sich einzuschalten? Auf alle Fälle. Ein überirdischer Spaß!“
Christian Buß schrieb für den Der Spiegel: „Was aber wirklich befremdlich anmutet: wie man es schafft, bei einem Film, der so umfassend von einer Protestbewegung erzählt, die von Corona getrieben wird, das Thema Corona so konsequent aus der Handlung und dem Setting zu tilgen. Als wolle man alle Assoziationen zu #allesdichtmachen vermeiden. […] Auch als Komödie ist diese große Weltverschwörungsblödelei ein Reinfall.“ Er vergab nur „1 von 10 Punkten. Aluhut-Alarm auf allen Ebenen: Hier werden Querdenker-Müll, Prepper-Paranoia und Deepfake-Irrsinn zu einem Nonsens-Plot zusammengezimmert, der selbst härteste Fans des Münster-‚Tatorts‘ auf die Probe stellen dürfte.“
Elmar Krekeler urteilte in der Welt: „‚Propheteus‘ ist kein Schenkelklopfer, wie das der Münsteraner ‚Tatort‘ in seiner nun zwanzigjährigen Geschichte gern mal war. Inzwischen ist er erwachsen geworden. Macht nicht bloß Jokus. Ist Scherz, Satire, Ironie und tiefere Bedeutung.“
Sylvia Staude schrieb in der FR: „Eine überkandidelte, aber durchdacht überkandidelte Folge.“
Ingo Scheel bewertete auf n-tv: „5 von 10 Aluhüten – wer sich auf dieses verschwörerische Tutti Frutti einlässt, mag sich unterhalten fühlen, der Rest dürfte beim nächsten ‚Tatort‘ aus Münster zweimal überlegen, ob man sich zum Ausklang des Wochenendes derart durchnudeln lassen möchte.“
Carsten Heidböhmer vergab im Stern: „2 von 5 Punkten. Der Münster-‚Tatort‘ tänzelt regelmäßig auf einer dünnen Linie zwischen amüsanter Krimikomödie und sinnfreiem Klamauk. Diesmal ist die Grenze deutlich überschritten.“
Thomas Gehringer meinte dagegen im Tagesspiegel: „Die Münsteraner ‚Tatort‘-Folge über Verschwörungsmythen ist eine zumeist gelungene Gratwanderung zwischen Krimi und Klamauk.“